# Memoriał Bronisława Idzikowskiego i Marka Czernego 2014
Memoriał im. Bronisława Idzikowskiego i Marka Czernego 2014 – 42. edycja turnieju w celu uczczenia pamięci polskiego żużlowca Bronisława Idzikowskiego i Marka Czernego, który odbył się dnia 25 października 2014 roku. Turniej wygrał Bartosz Smektała.

## Wyniki
- Częstochowa, 25 października 2014
- Frekwencja: 800 widzów[1]
- NCD: Dawid Lampart - 65,49 w wyścigu 15
- Sędzia: Maciej Spychała

| Msc. | Zawodnik              | Klub        | Pkt |              |  |
| ---- | --------------------- | ----------- | --- | ------------ |  |
| 1    | (14) Bartosz Smektała | Leszno      | 15  | (3,3,3,3,3)  |  |
| 2    | (16) Dawid Lampart    | Lublin      | 14  | (2,3,3,3,3)  |  |
| 3    | (11) Jakub Jamróg     | Łódź        | 11  | (3,3,0,3,2)  |  |
| 4    | (10) Karol Baran      | Kraków      | 11  | (2,1,3,2,3)  |  |
| 5    | (9) Rafał Szombierski | Rybnik      | 11  | (1,3,2,3,2)  |  |
| 6    | (6) Artur Czaja       | Częstochowa | 8   | (0,2,2,1,3)  |  |
| 7    | (1) Borys Miturski    | Grudziądz   | 7   | (3,1,1,0,2)  |  |
| 8    | (7) Dawid Stachyra    | Rybnik      | 7   | (2,2,2,1,wu) |  |
| 9    | (12) Edward Mazur     | Łódź        | 6   | (0,0,3,2,1)  |  |
| 10   | (5) Hubert Łęgowik    | Częstochowa | 5   | (3,0,2,w,ns) |  |
| 11   | (3) Przemysław Portas | Częstochowa | 5   | (2,0,0,1,2)  |  |
| 12   | (13) Damian Dąbrowski | Tarnów      | 5   | (0,2,1,2,0)  |  |
| 13   | (4) Rafał Malczewski  | Częstochowa | 5   | (d,2,0,2,1)  |  |
| 14   | (8) Marcel Kajzer     | Rawicz      | 5   | (1,1,1,1,1)  |  |
| 15   | (15) Daniel Kaczmarek | Kraków      | 3   | (1,1,1,0,0)  |  |
| 16   | (2) Bartosz Pych      | Częstochowa | 2   | (1,0,0,0,1)  |  |

Bieg po biegu
1. [66,94] Miturski, Portas, Pych, Malczewski
2. [66,54] Łęgowik, Stachyra, Kajzer, Czaja
3. [66,87] Jamróg, Baran, Szombierski, Mazur
4. [66,45] Smektała, Lampart, Kaczmarek, Dąbrowski
5. [65,67] Szombierski, Dąbrowski, Miturski, Łęgowik
6. [65,67] Smektała, Czaja, Baran, Pych
7. [65,51] Jamróg, Stachyra, Kaczmarek, Portas
8. [65,59] Lampart, Malczewski, Kajzer, Mazur
9. [66,38] Lampart, Czaja, Miturski, Jamróg
10. [66,90] Mazur, Łęgowik, Kaczmarek, Pych
11. [65,52] Smektała, Szombierski, Kajzer, Portas
12. [66,45] Baran, Stachyra, Dąbrowski, Malczewski
13. [65,62] Smektała, Mazur, Stachyra, Miturski
14. [65,89] Jamróg, Dąbrowski, Kajzer, Pych
15. [65,49] Lampart, Baran, Portas, Łęgowik
16. [65,59] Szombierski, Malczewski, Czaja, Kaczmarek
17. [66,39] Baran, Miturski, Kajzer, Kaczmarek
18. [65,62] Lampart, Szombierski, Pych, Stachyra
19. [66,04] Czaja, Portas, Mazur, Dąbrowski
20. [65,75] Smektała, Jamróg, Malczewski, Łęgowik